# 芝山岩
25°06′14″N 121°31′49″E / 25.103846°N 121.530295°E

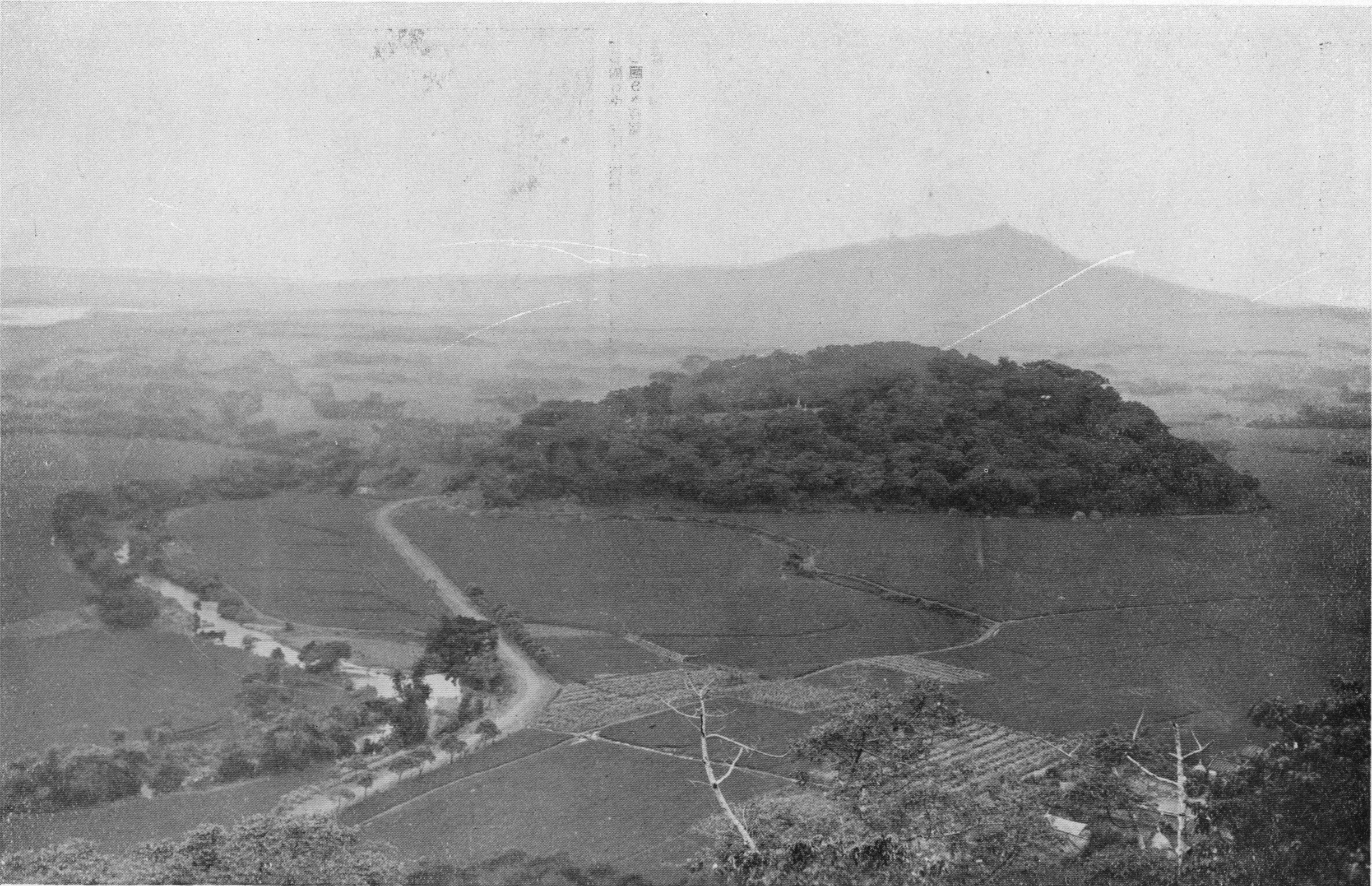
芝山岩日治時期舊照、其特殊的地質矗立於臺北盆地。

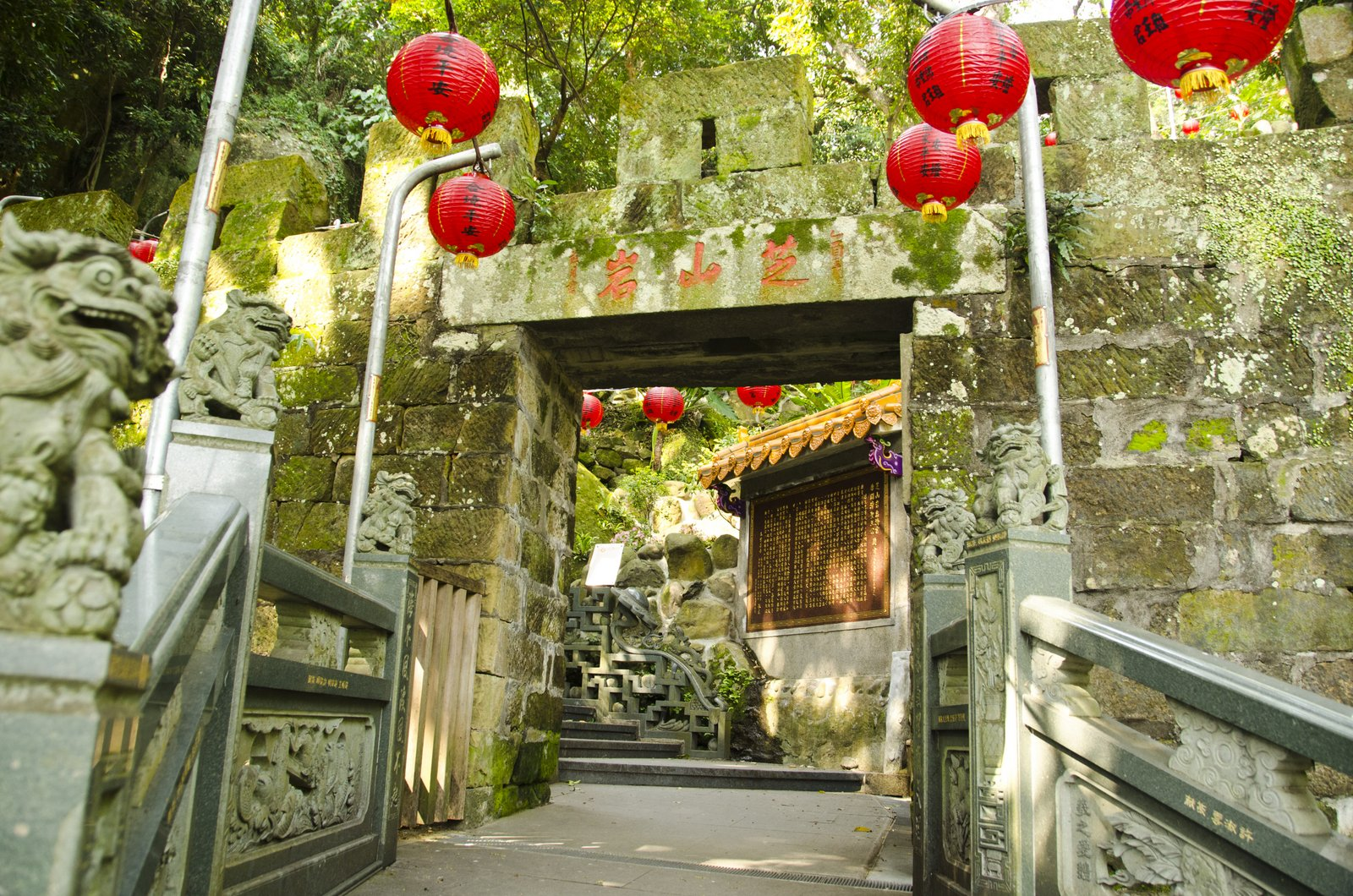
芝山岩隘門

芝山岩，又寫為芝山巖，為臺北市士林區石角的獨立砂岩小山丘，位於台北盆地北側邊緣，為地勢北陡南緩的單面山，標高約51.5公尺，面積約10公頃，當地人也稱此山為「圓山仔」。大量福建漳州移民在18世紀移居該山丘附近的台北八芝蘭（今士林區），而芝山岩的名稱原取自附近的芝蘭街，而被稱為「芝蘭山」，後來因其山丘之風景很像漳州的芝山，故改稱「芝山岩」。今日亦以芝山岩取代原有之地名石角來稱呼鄰近地區，並設有芝山岩次分區。

## 生態景觀

### 地質
若以地質論，芝山岩為台北盆地的孤立岩體，在2千萬年前，與台北盆地同是海底沉積之頁岩層及砂岩層，即「大寮層」，故至今在芝山岩仍可發現古生物（例如貝類）化石。在約400萬年前，芝山岩一帶因板塊擠壓的造山運動中被擠出海面。隨著之後的風化及侵蝕作用，芝山岩的頁岩層逐漸被侵蝕，而只剩較堅硬的砂岩層。在40萬年前，台北盆地因山腳斷層陷落而逐漸形成，芝山岩成為了盆地邊緣的小山丘。至約1萬1千年前，因海水面上升導致台北盆地逐漸成為一大淡水鹹水交接的湖泊，芝山岩則成為陽明山下的小島嶼，直到湖水退去後形成今日樣貌。芝山岩的地質為古老的大寮層，因大寮層的節理發達，加上長久以來的侵蝕作用，使得芝山岩擁有許多特殊的地質景觀，包括太陽石、風化窗、洋蔥石、石象、石硯、石墨等。

### 植物
因芝山岩曾為鹹水湖中的小島，故可發現皮孫木、搭肉刺、血桐、稜果榕、魯花樹等海岸生物，具有這種山丘上有海邊植物的現象，於台灣實為少見。加上芝山岩又歷經台北淡水湖和沼澤溼地時期，多變的環境使芝山岩有豐富的植物種類。因芝山岩被當地居民視為靈地，樹木少遭砍伐，在日治時期紀錄了當地有418種不同植物種類，並由早田文藏於1916年在芝山岩首次採集到了台灣特有種「八芝蘭竹」。而芝山岩的天然林、蝙蝠洞、石馬、石象、石龍、石頭公（五鬼弄金獅）及隘門在1933年11月26日被臺灣總督府指定為史蹟及天然紀念物。

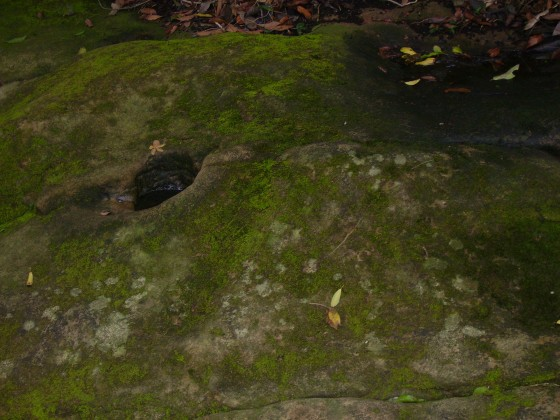
芝山岩山頂上的海岸礁石
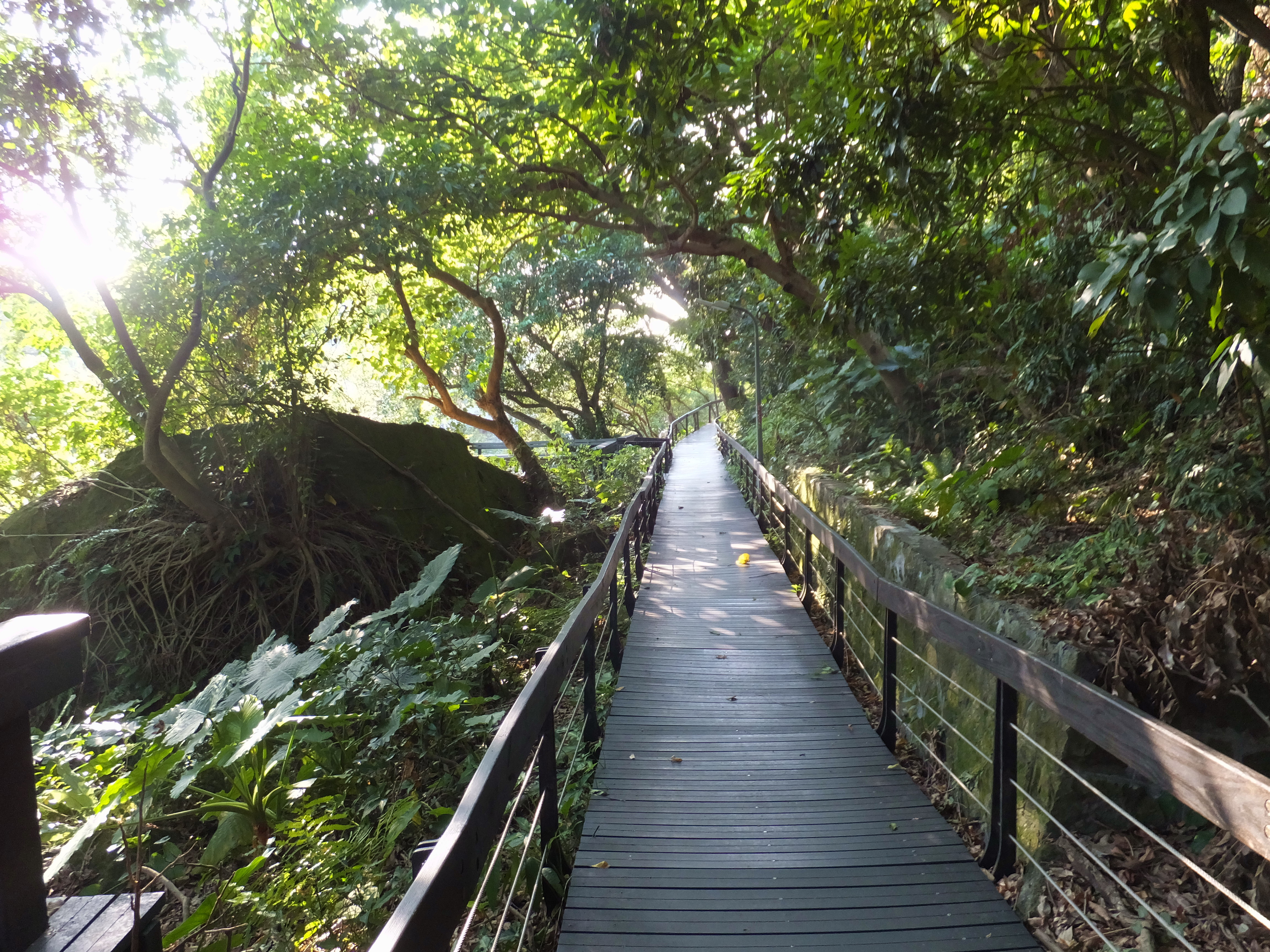
芝山岩步道
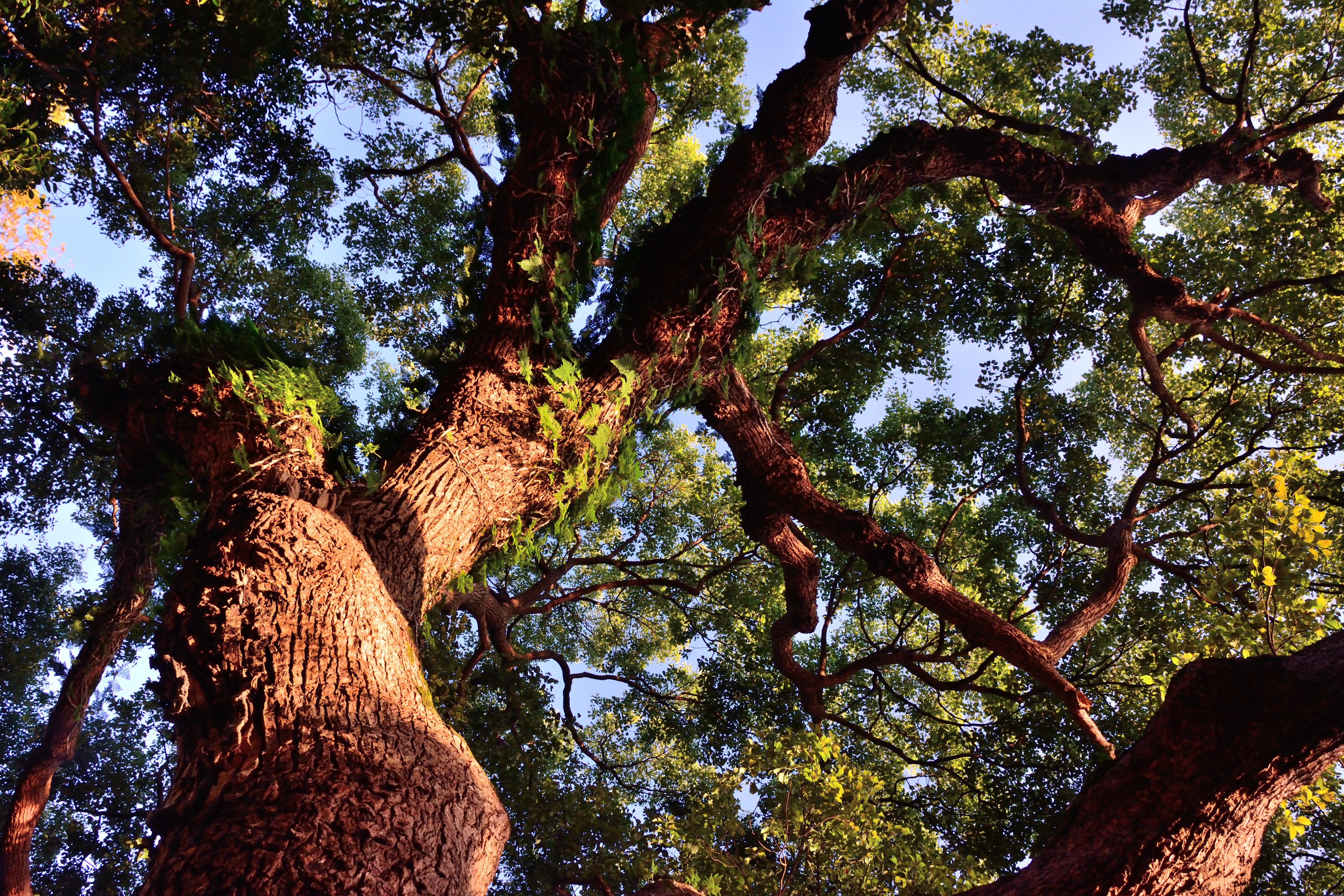
芝山岩上約三百歲之老樟樹

## 歷史人文

### 史前文化

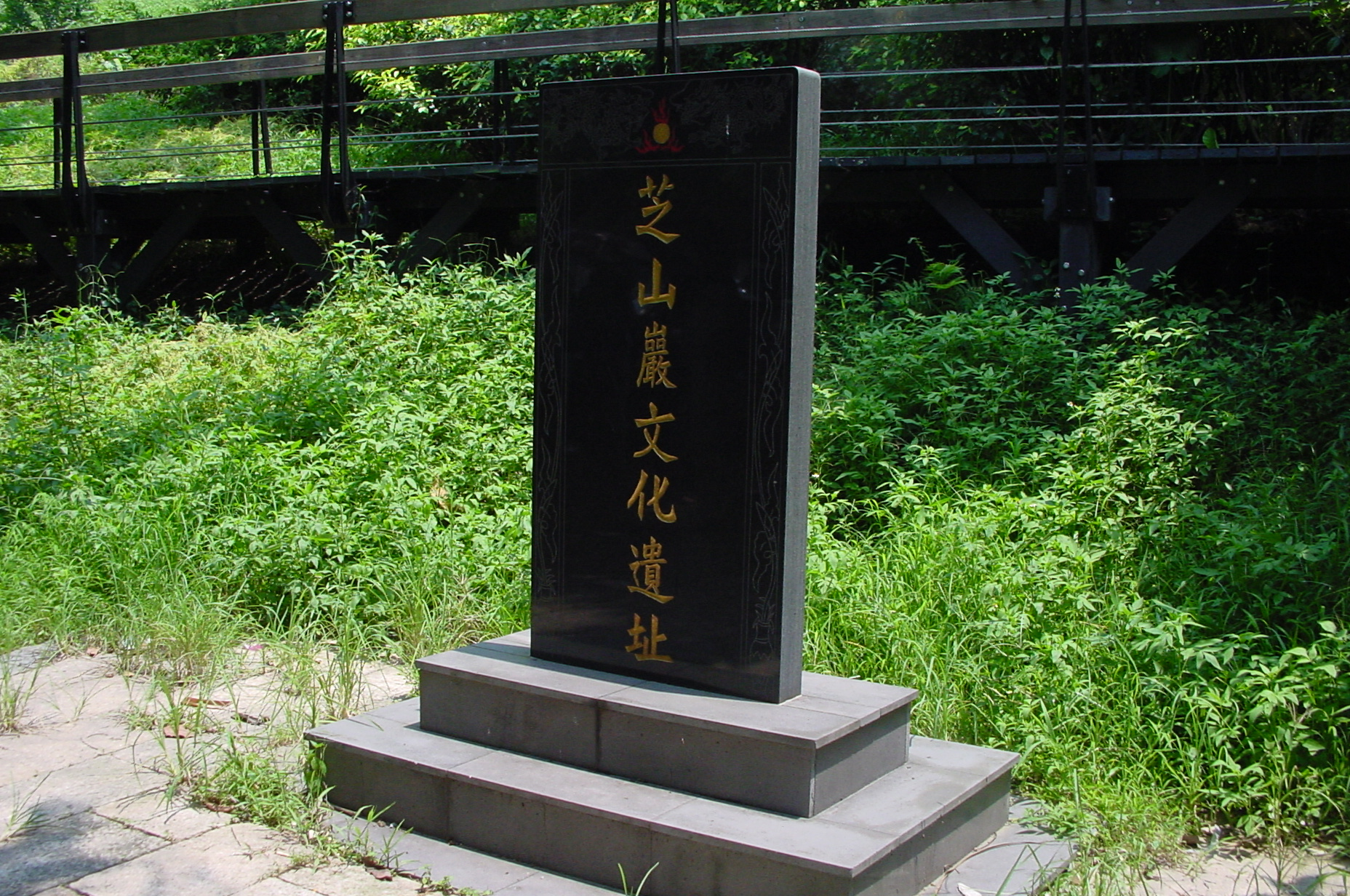
芝山岩遺址說明石碑

除了多元的生態景觀外，芝山岩也擁有豐富的歷史與人文景觀。芝山岩一帶原為平埔族巴賽族麻少翁社居民活動的範圍，在此於1896年發現了包含新石器時代以來數個文化層的芝山岩遺址，其陸續出土的大量文物使得芝山岩遺址在台灣北部的考古研究中佔有重要地位。在2000年，由學者在芝山公園入口處再挖掘出了兩具屬圓山文化之人體骨骸。

### 清治時期
康熙初年，漳州人自唭里岸來到此處，與平埔族人協議開墾，而在此處建立了漳州人的聚落。芝山巖的土地在乾隆初年為黃善家族所有，因地勢陡峭不易農耕，主要用來作為放牧使用。在黃善去世後，黃家親族自漳州府來台，並將隨身攜帶的開漳聖王香火包奉祀在黃家廳堂，之後便將住宅改建為寺廟，並在於乾隆十七年（1752年）命名為「惠濟宮」。同年，當地仕紳吳廷誥在經黃善之子黃國聘同意後，在芝山岩建造了一做供奉觀音的「芝山巖寺」，並於乾隆二十九年（1764年）完工，而惠濟宮亦在同年完工。
1786年，林爽文事件爆發，八芝蘭跟芝山岩皆成為激烈戰場，造成死傷慘重。而1859年在台北爆發大規模的漳泉械鬥亦蔓延至芝山岩附近，亦造成多人傷亡。當地民眾於事後將漳泉械鬥及林爽文事件的遺骸同葬，設立了芝山岩同歸所。1840年，在當地仕紳潘永清倡議下，在惠濟宮東側建立了「文昌祠」，並設立了全台灣最早的義塾「文昌祠義塾」。1849年，惠濟宮方立了「芝山合約碑記」，以確立芝山岩的所有權由公眾所有，且作為漳州人祭祀神靈的福地，不得砍樹以及做其他開發利用。
芝山岩在清代的《淡水廳誌》中被記載為「獨峙在芝蘭保芝山」，而在咸豐10年（1860年），士林地方文人將芝山岩列為「芝蘭八景」（芝山獨峙、蘭港雙橋、竹林石室、石壁漁舟、番井沸泉、猿洞桃花、磺溪吼雨、屯上積雪）之一。山腳下有1825年設立的西門（芝山岩隘門），門額上題有「芝山岩」，而清代貢生潘永清於1873年在天然巨石上題「洞天福地」四字，福與蝠字同音，亦指芝山岩蝙蝠洞。

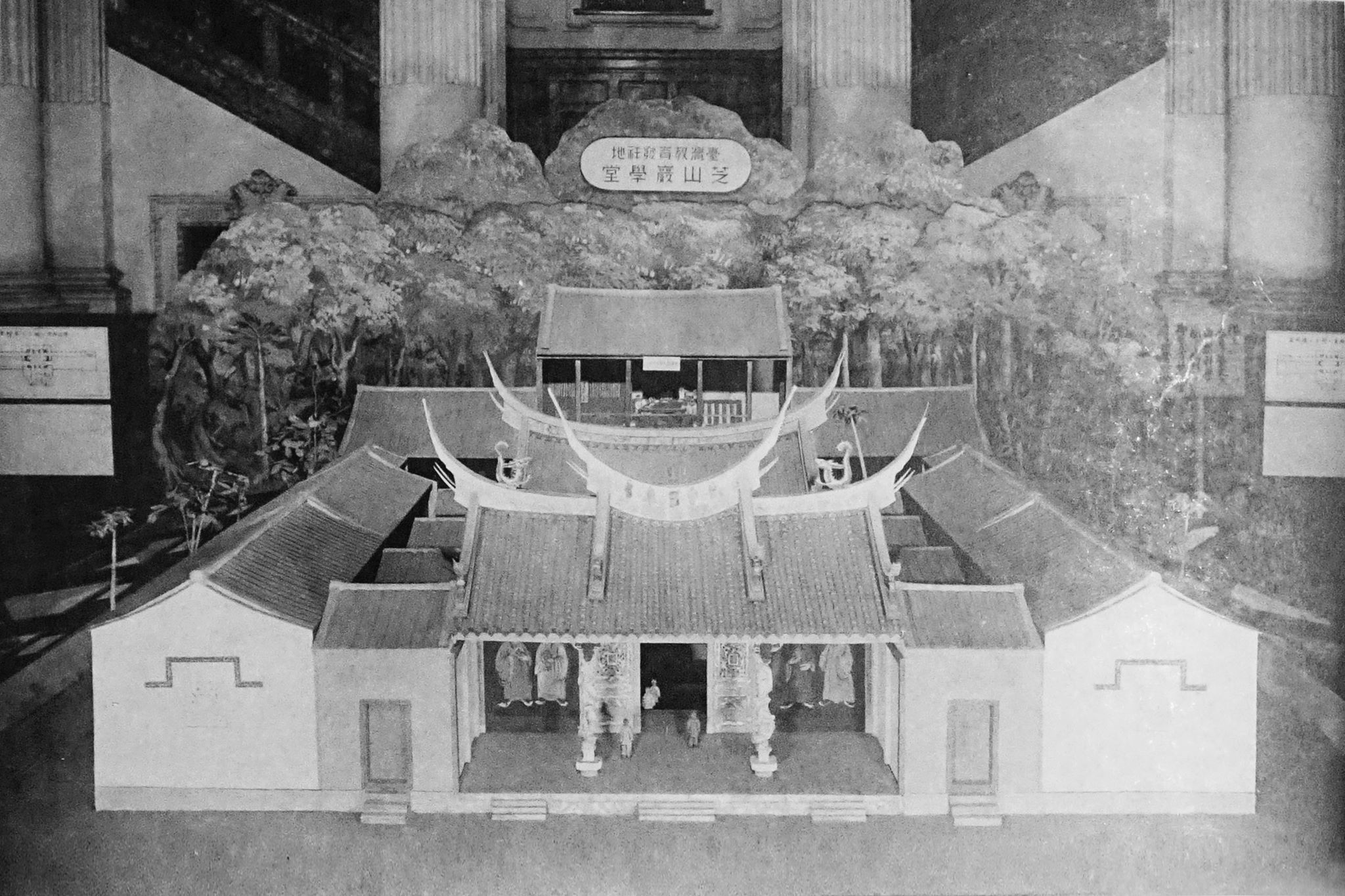
惠濟宮模型(1935年台灣博覽會展品)
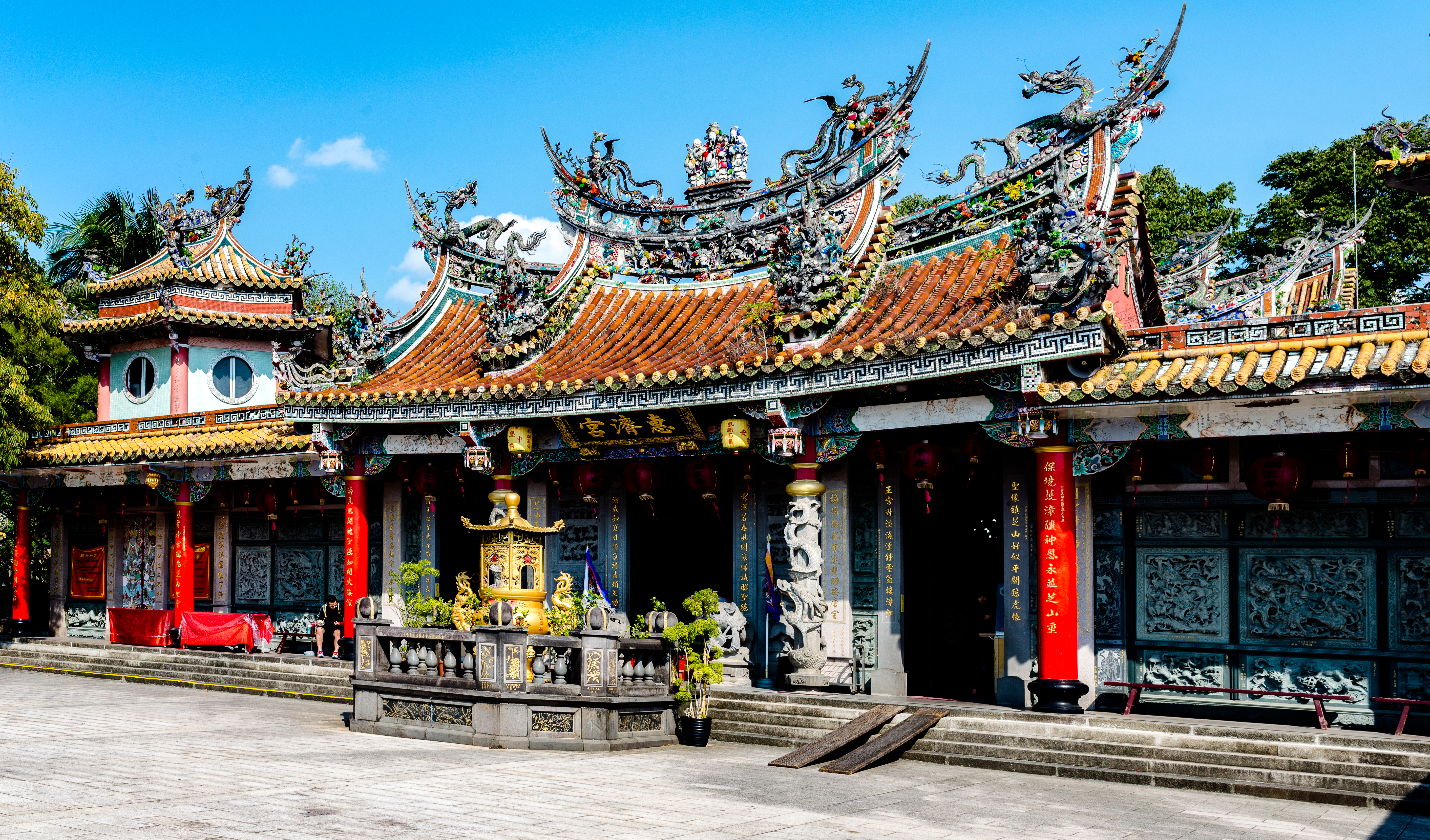
1960年代改建至今的芝山巖惠濟宮
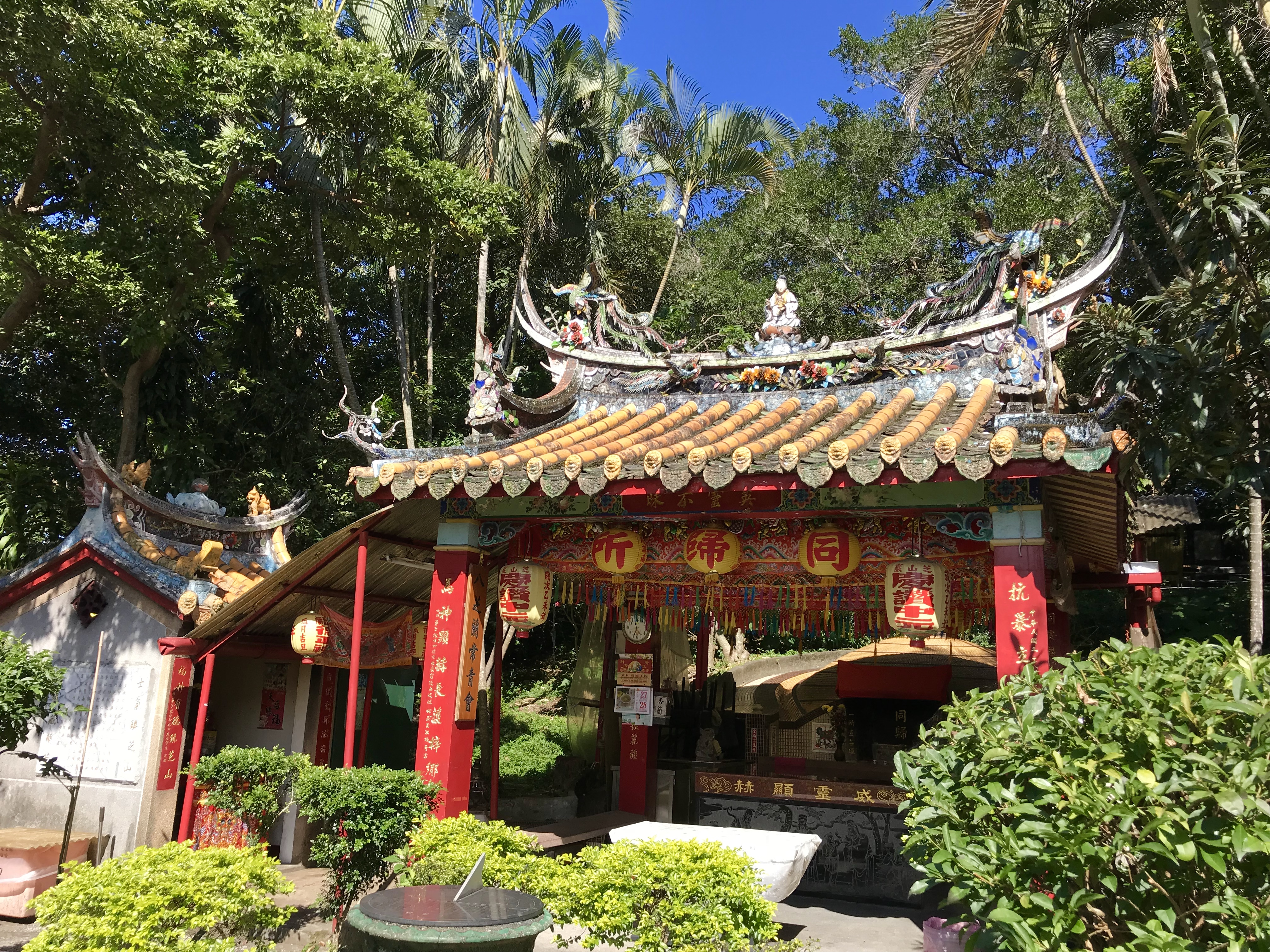
芝山岩同歸所
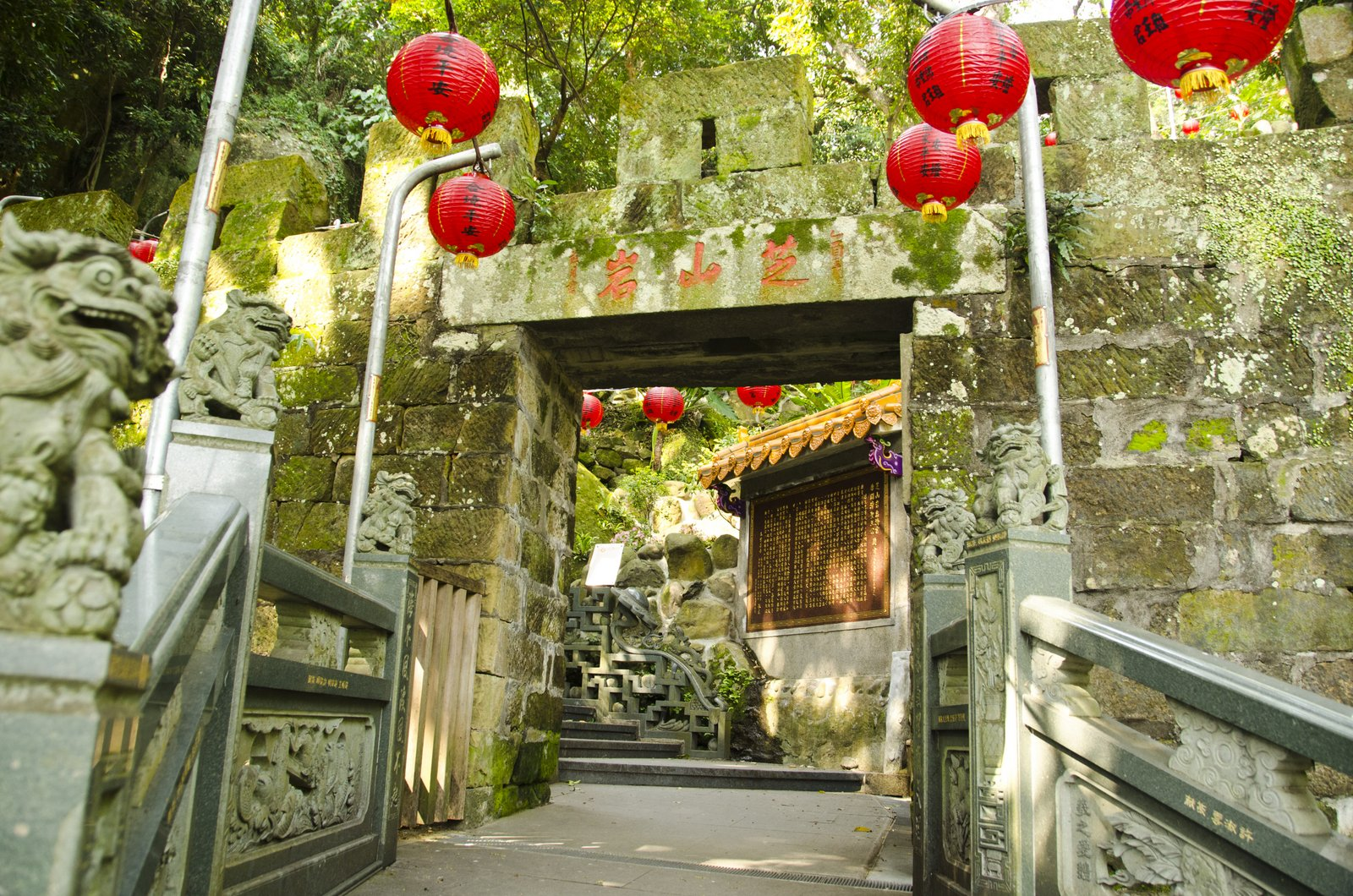
芝山岩隘門
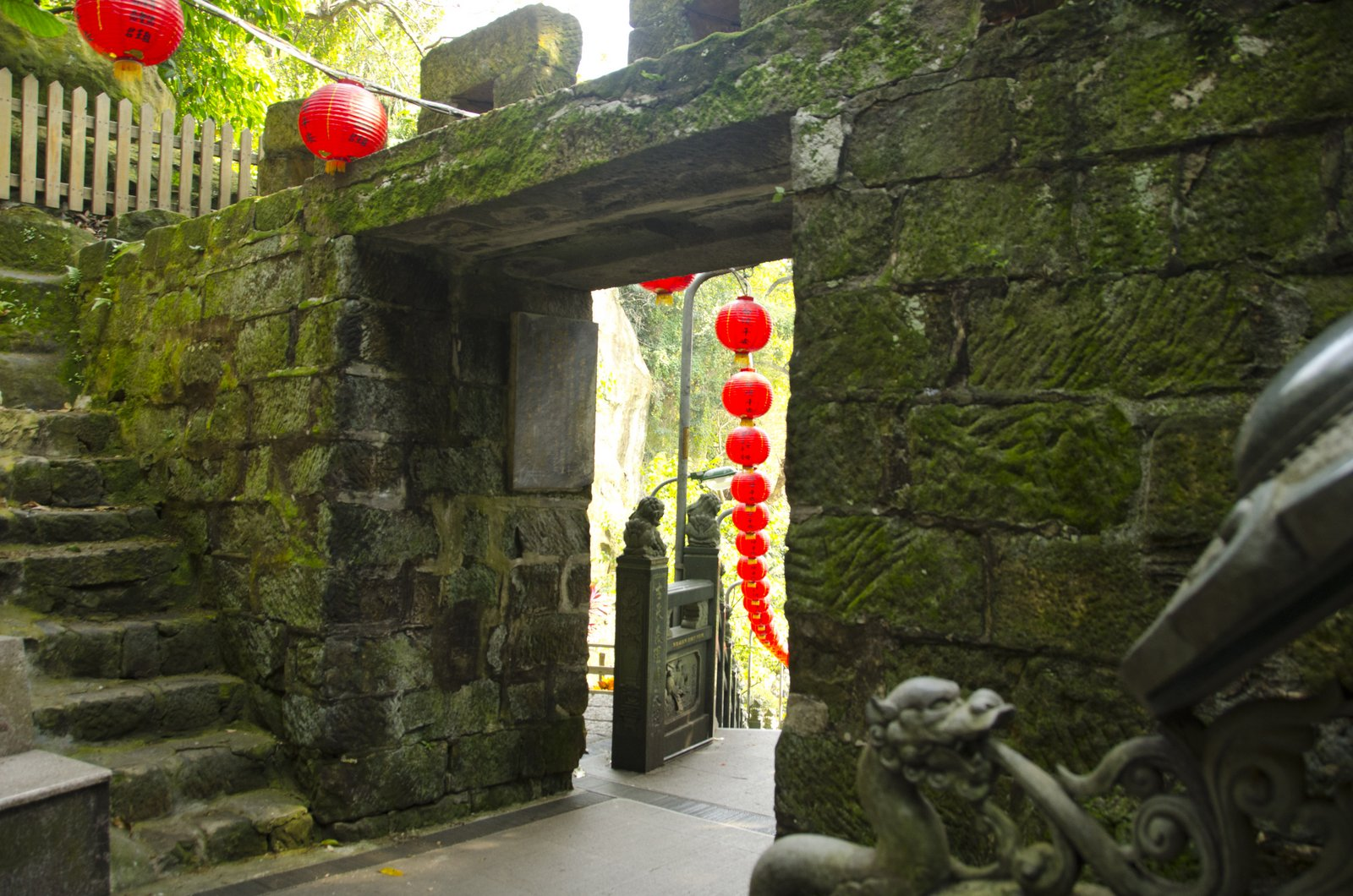
芝山岩隘門
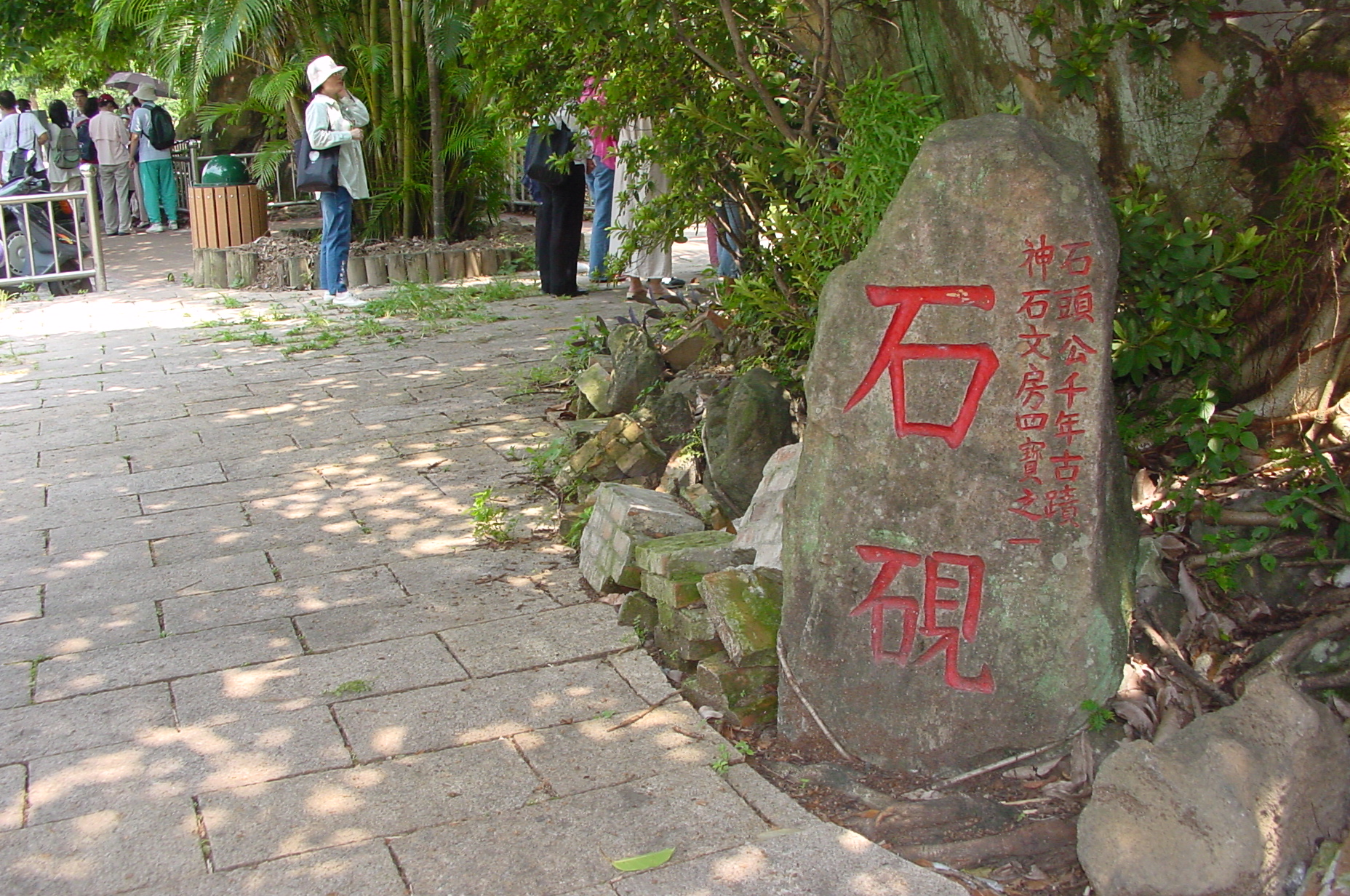
芝山岩石硯
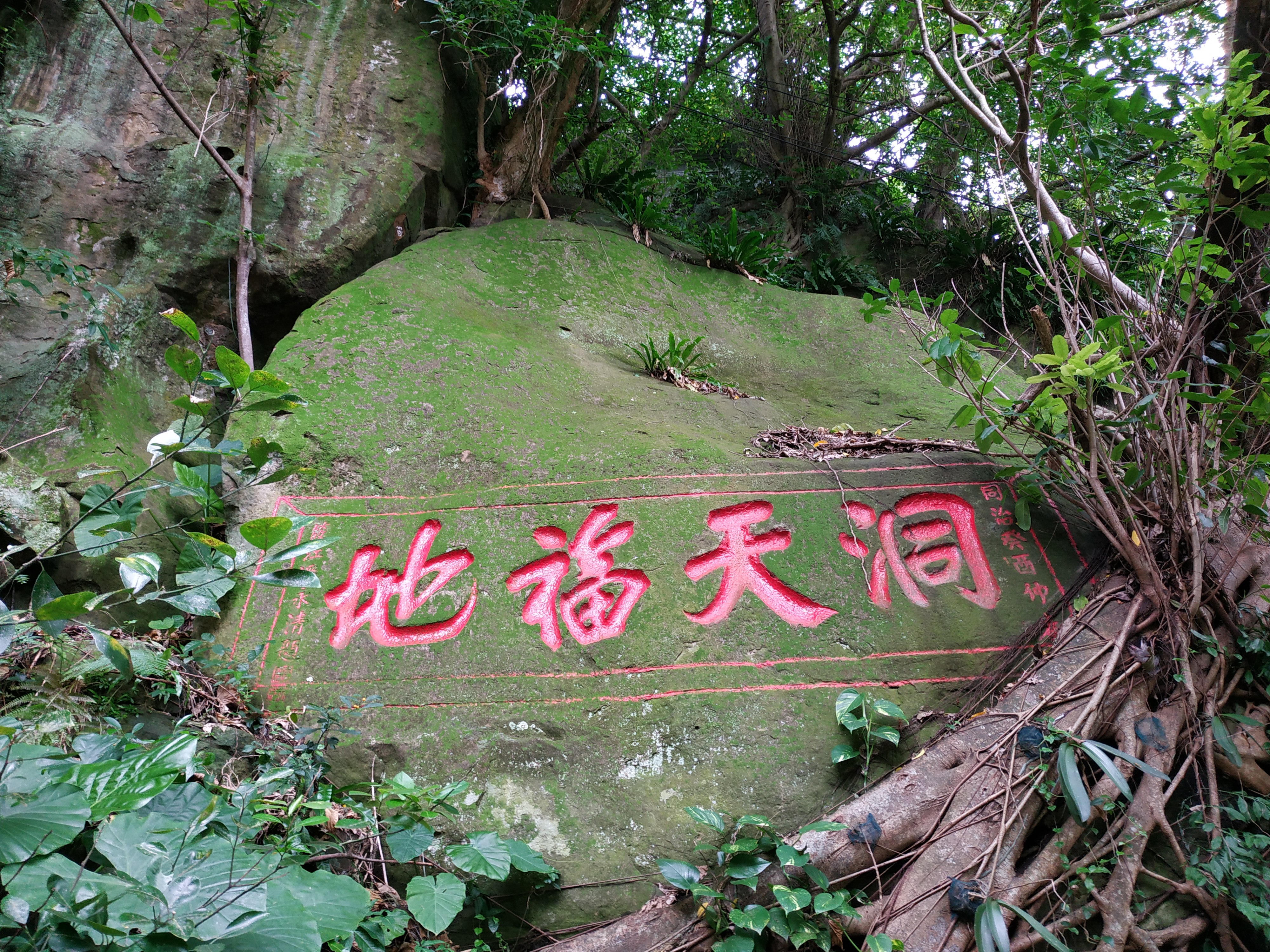
洞天福地碑

### 日治時期

#### 學堂設立及六氏先生事件
芝山岩也是與臺灣日治時期教育有重大相關的地點，被視為臺灣教育界的靈地、本島人教育的發祥地。臺灣總督府於1895年6月26日在芝山岩的惠濟宮後殿設立了芝山巖學務部學堂，然而在隔年發生學堂六氏先生被殺害的芝山巖事件。事件發生後，在芝山巖的大樟樹下設置了六氏先生墓，並於1897年7月設立了伊藤博文親題「學務官僚遭難之碑」，每年2月1日舉行盛大的祭祀活動。另外，曾於1907年9月在惠濟宮的前庭舉行抗日份子簡大獅的歸順式。芝山岩事件發生後，芝山巖學堂改為國語學校第一附屬學校，由於學校名聲響亮，學生甚至遠從新莊、桃園、大溪至此就學，直至八芝蘭公學校（今士林國小）在1904年完工後，芝山岩上的校舍才遷出。

#### 祭祀活動及神社設立
1903年，在台灣教育總會的建議下，向全台的教育工作者募款以設立台灣教育相關故人的紀念碑。1905年2月，在芝山岩舉行了六氏先生的十年祭，同時舉行過去十年間教育界殉職23人的招魂祭，之後每年皆舉行合祀祭，以及「臺灣亡教育者合祀碑」揭碑（臺灣亡教育者合祀碑為「臺灣教育功勞者之碑」、「臺灣亡教育者招魂碑」和「故教育者姓名碑」之合稱），此碑之標題為「崇教啟道」，碑文由後藤新平撰寫，字為山本竟山所寫。1915年2月，舉行六氏先生二十年祭，同時為此將碑前的土地重新整地、植樹、新設及整修亡者姓名碑，並在1916年新設了由民政長官下村宏所寫的「新修芝山巖記」碑。1917年5月，被視為日人在臺教育創始者的伊澤修二去世，故台灣教育會決議興建「伊澤修二先生之碑」，碑文正面文字為臺灣總督明石元二郎所寫，此碑於1919年11月完工。1928年6月，台灣教育會召開評議員會，計畫興建芝山巖社（或作「芝山巖祠、芝山巖神社」）作為御即位大禮記念事業，並委託總督府技手井手薰設計。芝山巖社於1929年2月動工，同年12月動工，1930年1月31舉行新殿祭，同年2月1日舉行鎮座祭。神社工程是將碑前區域整地擴張，並設立本殿、拜殿手水舍、鳥居等設施。神社完工後，再改建了原參道，將南隘們拆除，改建為120個石台階，當地人又稱之為「百二崁」。1938年，設置了芝山岩山下的參道（今雨農路）。自芝山岩神社設立以來，「芝山巖精神」開始被頻繁提出，加強芝山岩作為台灣教育界靈地的意象。在1905年至1942年間，因病逝或意外過世而合祀於芝山巖的台灣亡教育者計有530位，其中內地人472位，本島人66位。士林公學校每周需至神社進行整理奉仕作業，臺北第一師範學校則需一年一次。
另外，鎌野芳松等真言宗弘法寺信徒於1925年在台北市及郊外等地設立了台北四國八十八所靈場，芝山岩上設有第19至第35號佛像。

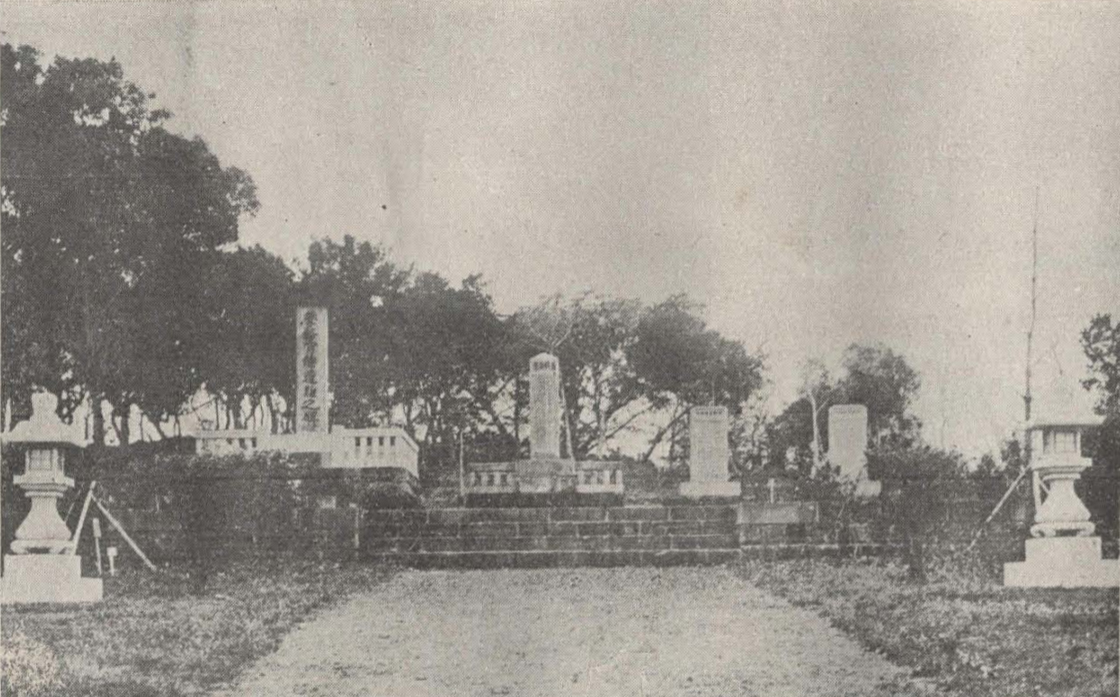
1917S年芝山巖的各紀念碑
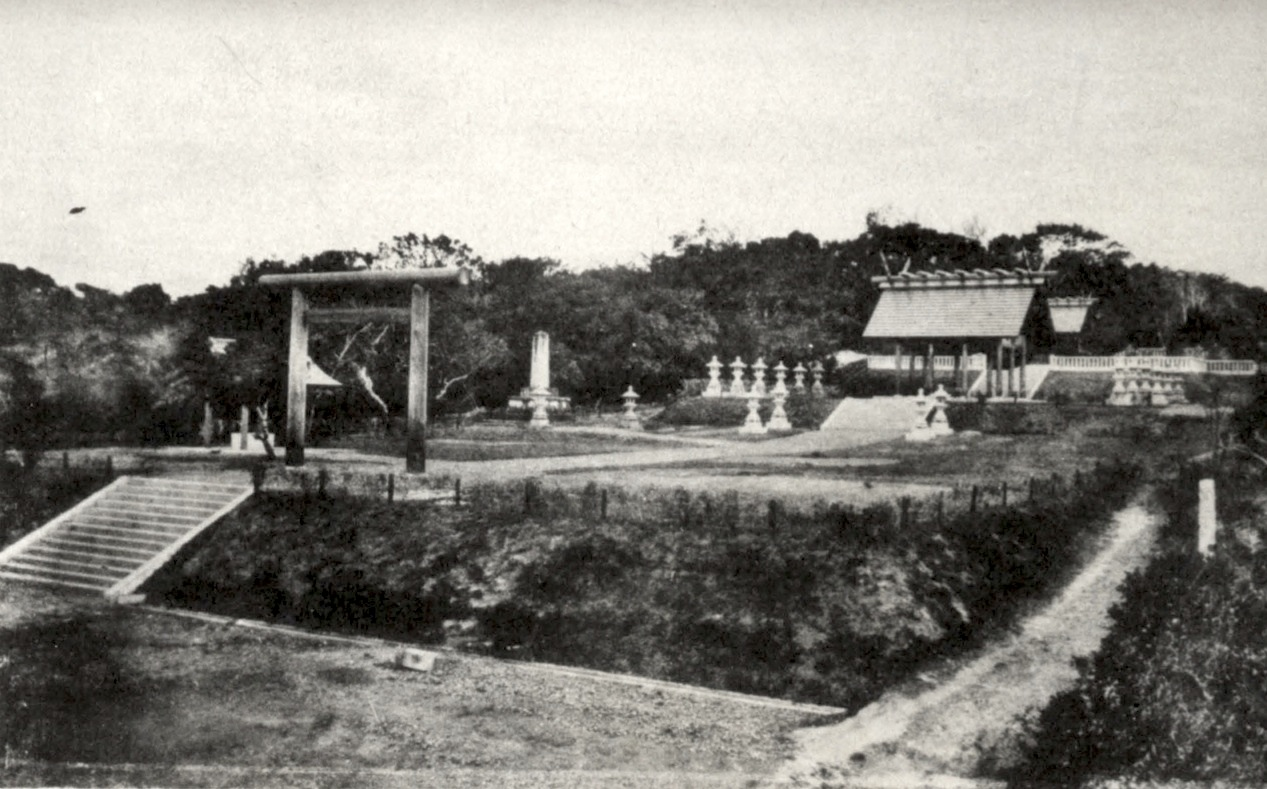
芝山巖社全景
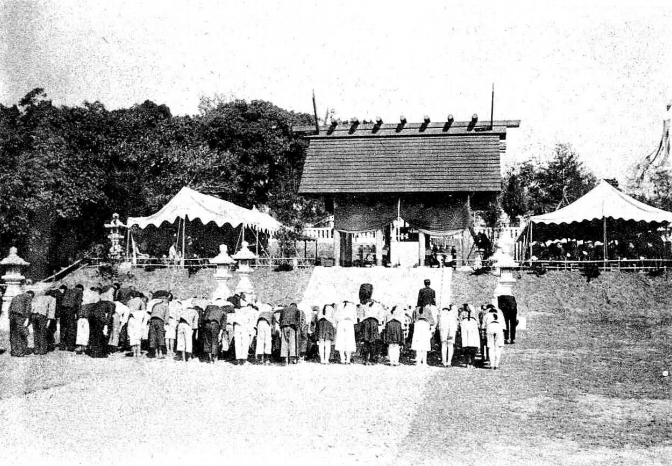
兒童參拜芝山巖社之景象
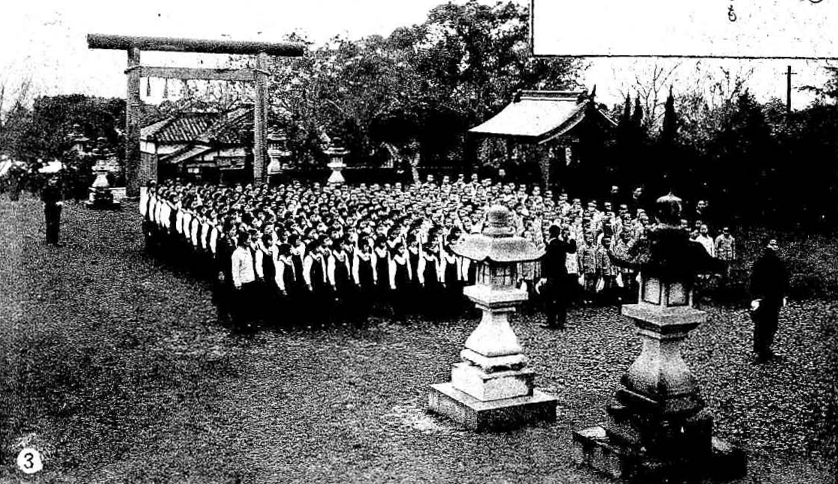
芝山巖社(向南看)
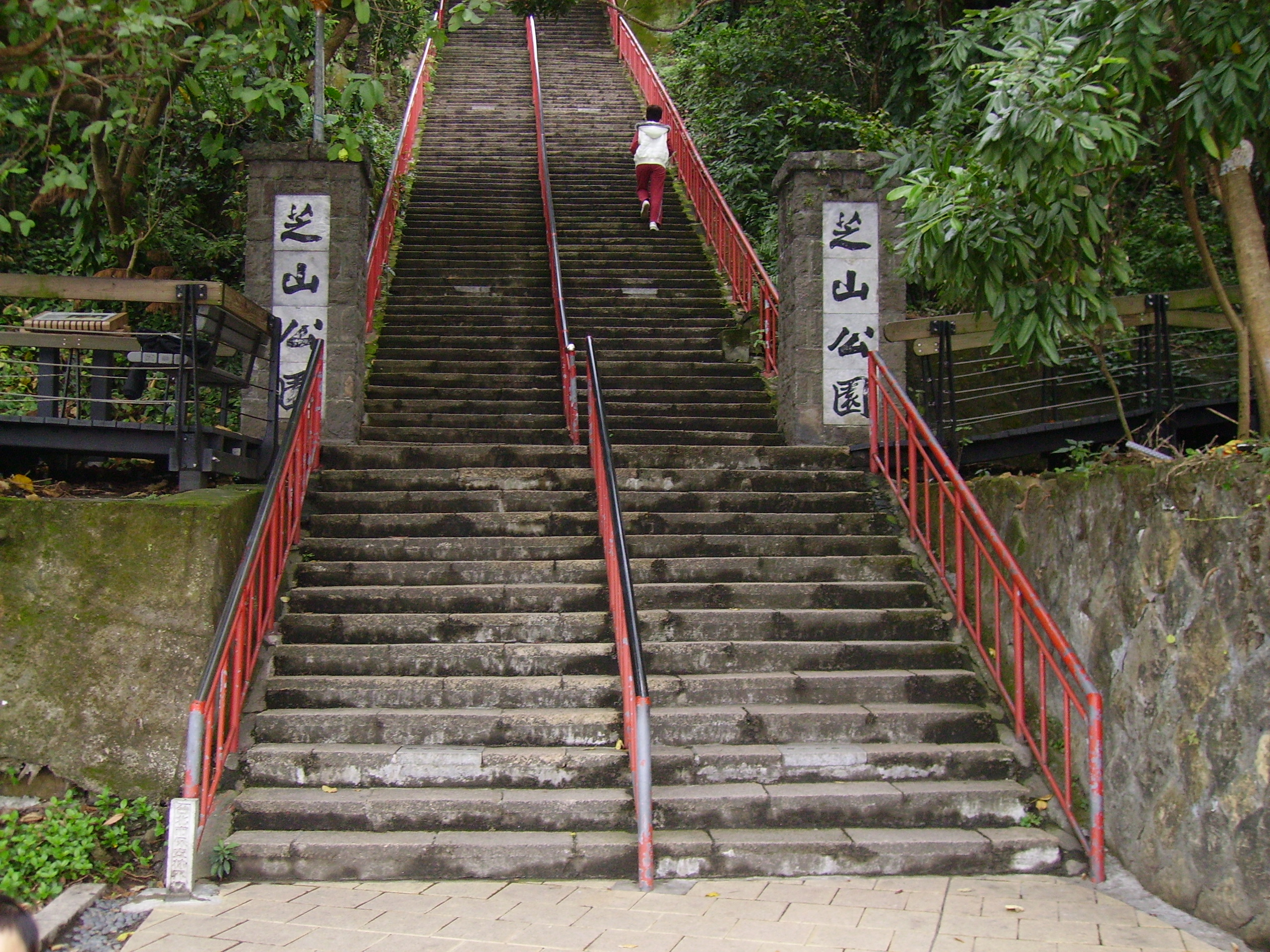
芝山岩神社參道之百二崁
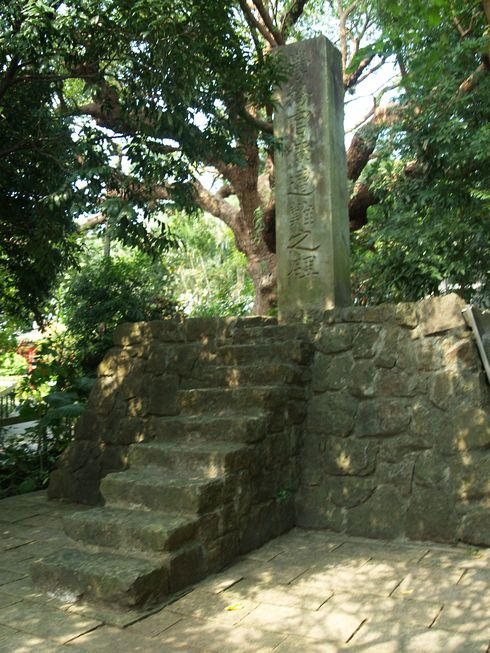
學務官僚遭難之碑
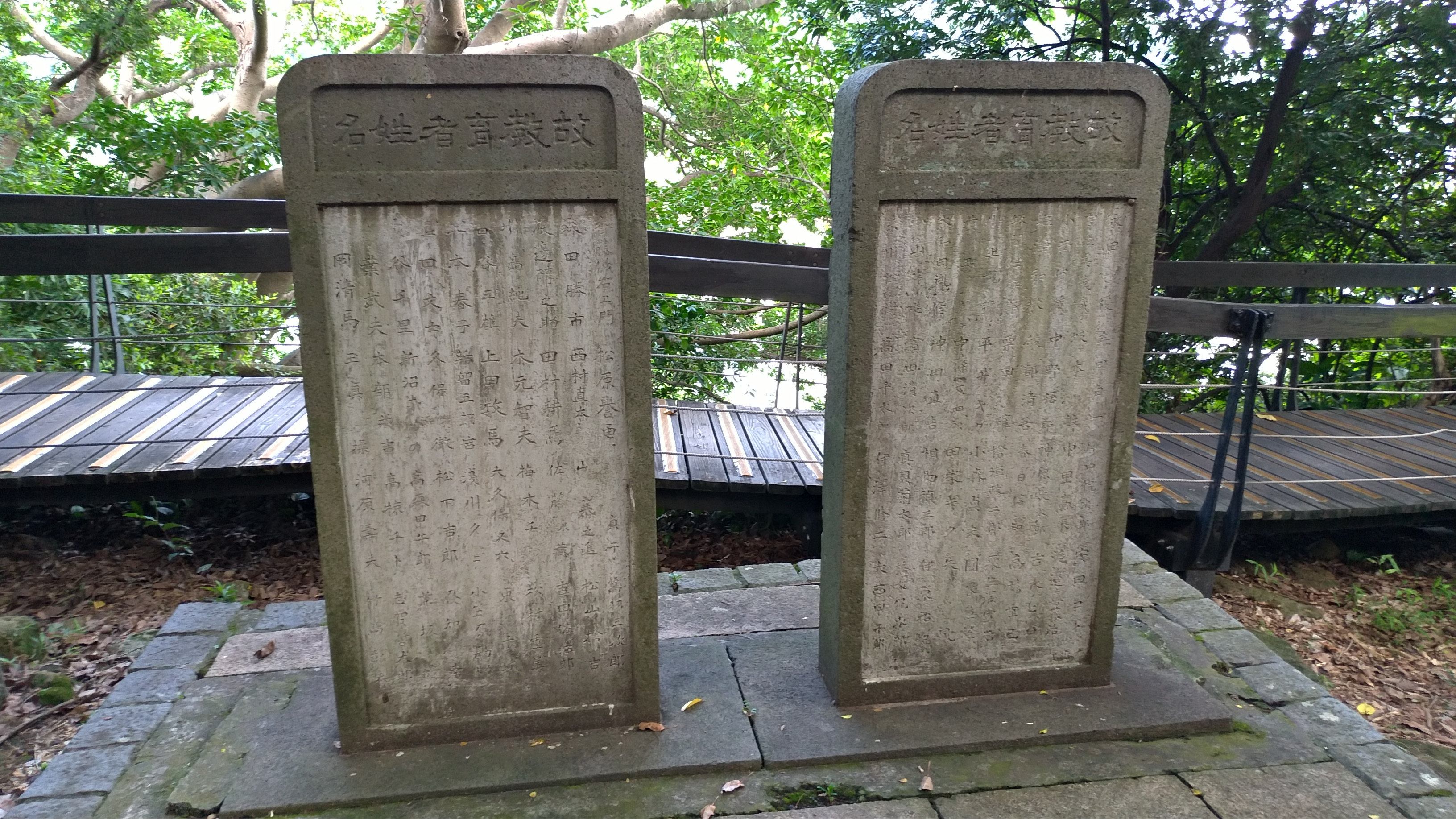
雨農閱覽室後方的教育者姓名碑
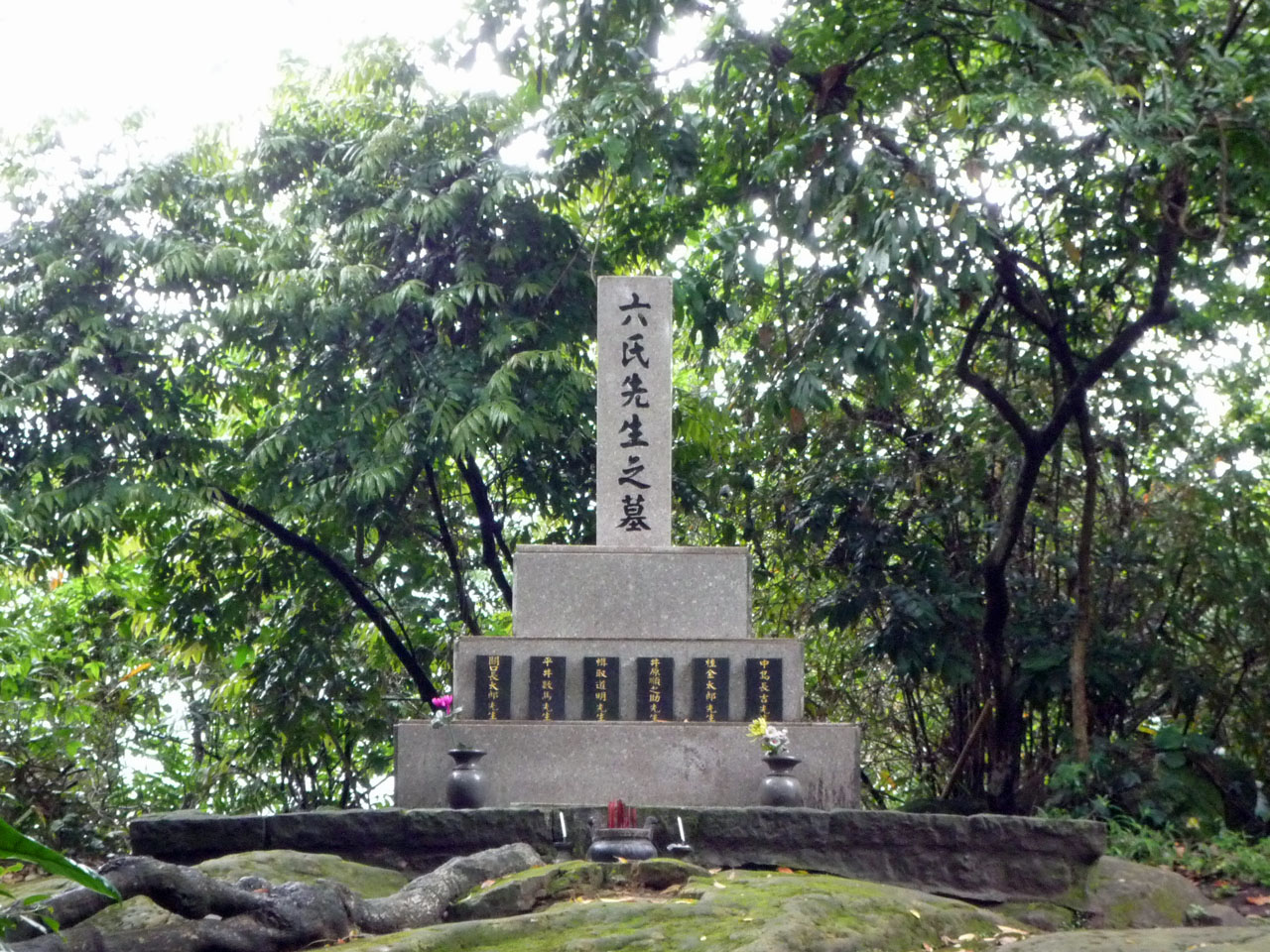
六氏先生之墓
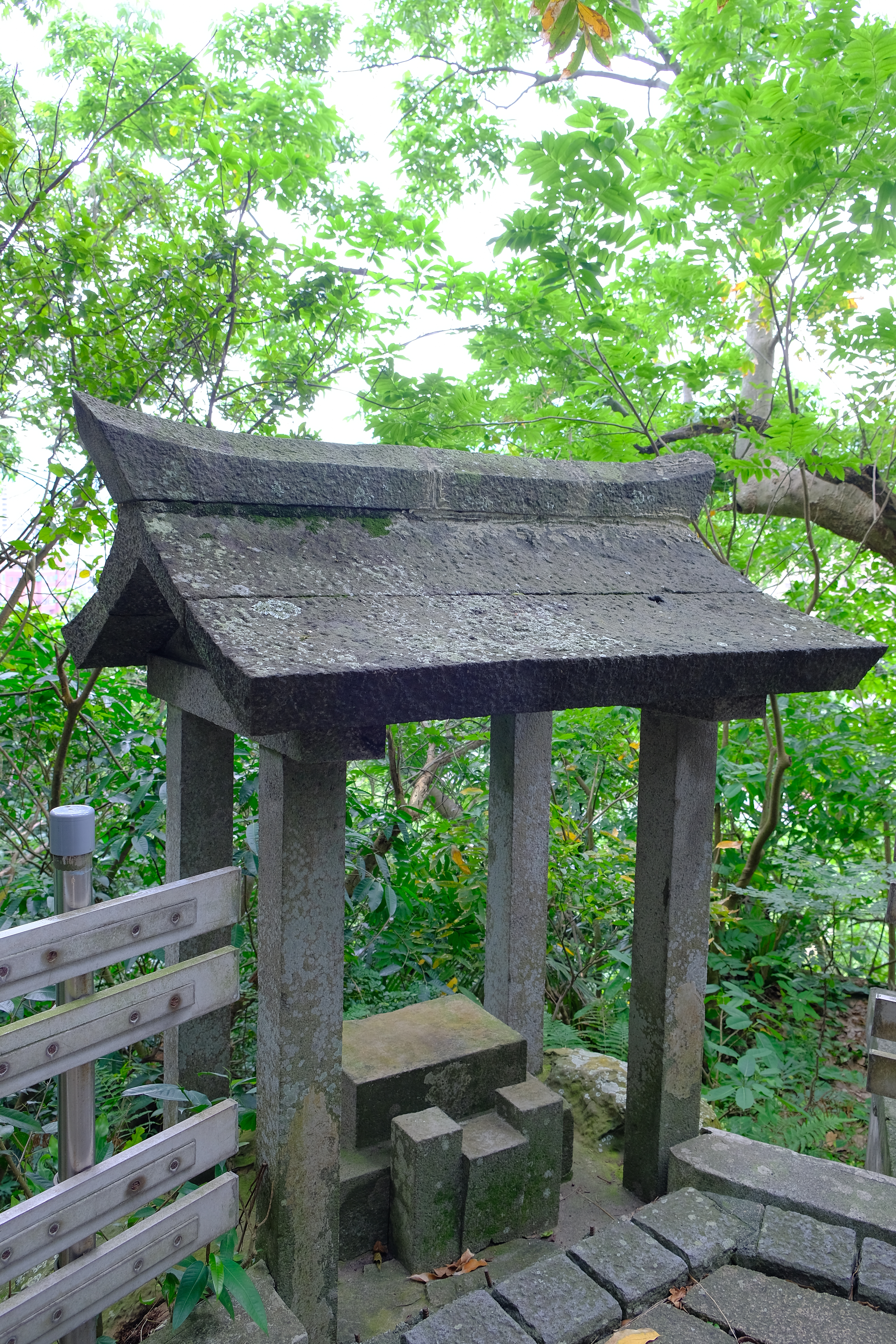
芝山岩上的台北四國八十八所靈場遺址

### 中華民國時期
國民政府於1949年來台後，芝山岩上的許多紀念碑被拆毀，六氏先生的墓亦被破壞。此外，官方重新詮釋了六氏先生事件，將其定位先民的抗日義舉，由國民大會通過於1958年設立「芝山岩事件碑記」。芝山岩周邊在戰後設立了軍情局及軍事設施，芝山岩亦成為有駐軍的軍事用地，由於軍情單位職員多為戴笠（戴雨農）之部屬，芝山岩附近陸續出現許多與雨農相關之地名或設施，如雨農國小、雨農路、雨聲街等，而芝山巖社本殿在後來被拆除改建為「雨農閱覽室」，拜殿則改建為涼亭，但仍可見昔日神社之參道。台北市政府在1980年代陸續與芝山岩上的違建戶協調拆遷補償費，而芝山岩上的軍事基地在1993年撤離，留下了軍營、碉堡、警哨站、砲台等設施。1986年，設立了「戴雨農將軍事略」碑。
1995年，士林國小在百年校慶之際，在同歸所西側重立了六氏先生墓。2001年，學務官僚遭難碑依舊照片復舊重立。2004年，芝山岩北側的軍事情報局彈藥庫彈藥庫經整修後規劃為教育展示空間，由台北市政府以官辦民營方式委託台北市野鳥學會經營，定名為「芝山文化生態綠園」，簡稱「芝山綠園」，並已於2005年12月31日正式開園，開放民眾參觀。

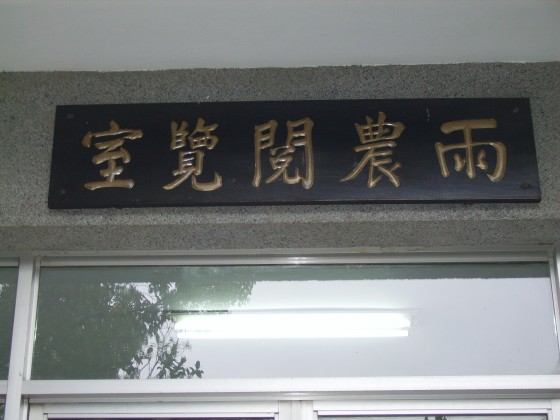
雨農閱覽室
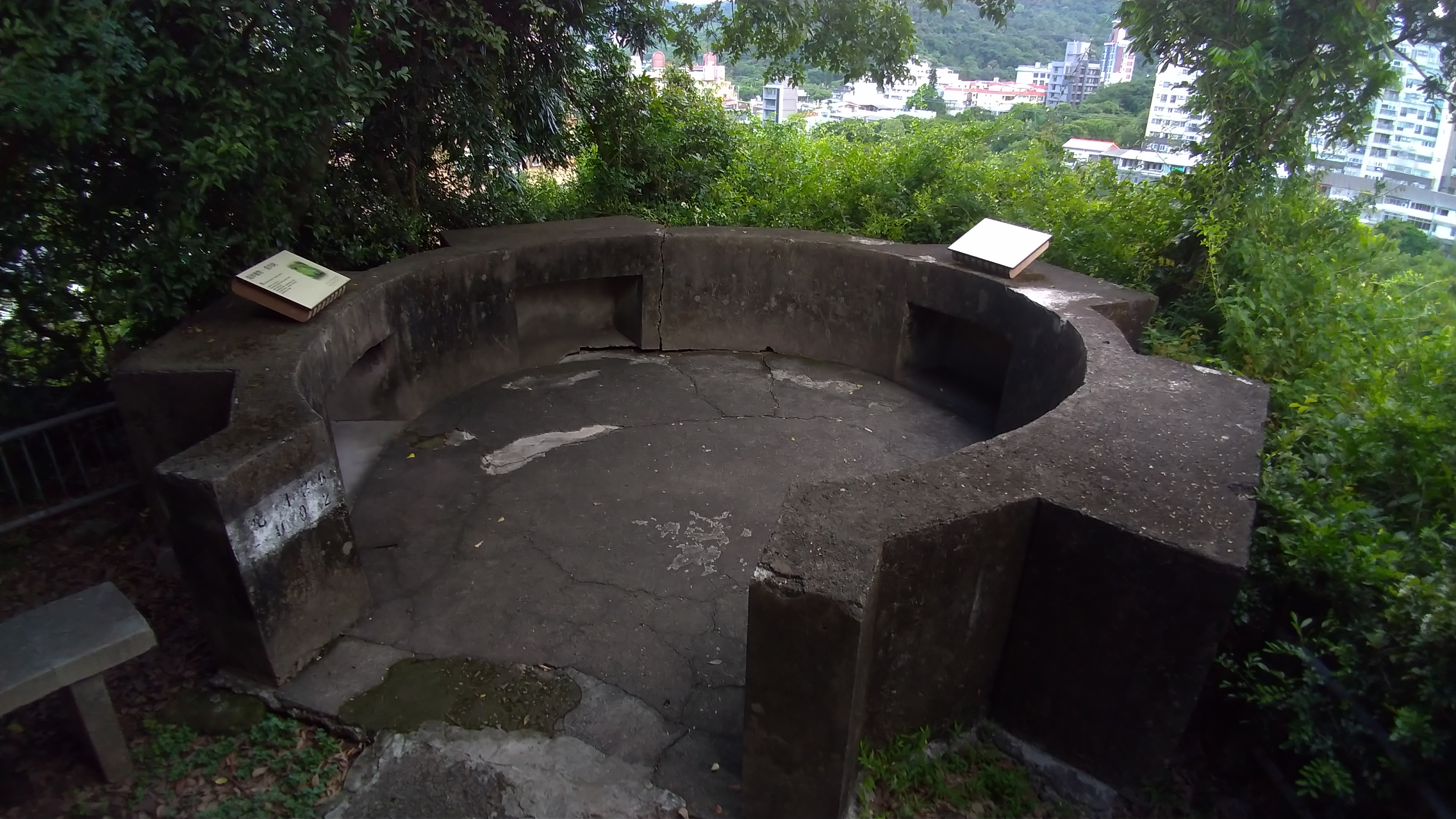
芝山岩東砲臺
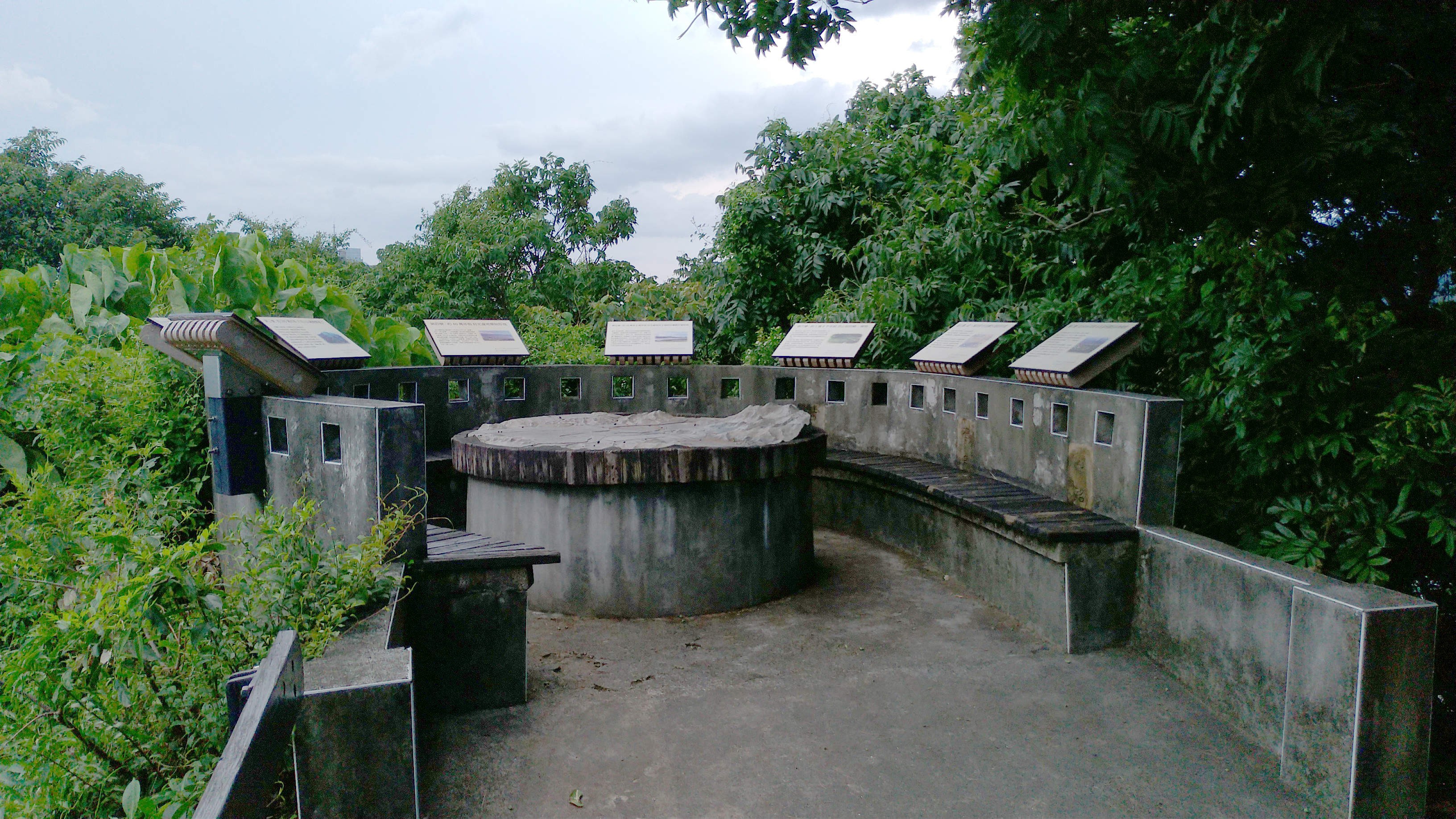
芝山岩西砲臺

## 文化資產
1933年，芝山岩曾依《史蹟名勝天然紀念物保存法》列入「國指定史蹟」，並列入台北州指定史蹟。現該地區留存之文化資產及建築群包括：
- 芝山岩惠濟宮
- 芝山岩遺址
- 芝山岩隘門

## 相關藝文作品
- 電影《嗚呼芝山巖》：台灣第一部有聲電影（1936年），靜香八郎導演，李松峰攝影，陳寶珠主演[17][18]。
- 歐劍窗《芝山岩桃花》：「玄都觀裡艷紫華，滄抹胭脂鬪曉霞。飄泊不隨流水去，一生只合在仙家。層岩隱隱隔重雲，茅屋花間雞犬喧。我不漁郎行遠徑，義番疑似到桃源。」[19]
- 讓山健（田健治郎號）《遊芝山巖弔教育家遭難遺跡》：「維石巖巖碧蘚霑，當年遺跡暗愁添。豐碑屹立芝山畔，赫赫文勳民具瞻。」[12]
- 陳承潘《芝山巖》（臺灣總督府美術展覽會第1屆）[20]
- 蔡永《靈石/芝山巖社》（臺灣總督府美術展覽會第4屆）[20]
- 方昭然《臺灣芝山巖》（水彩）

## 其他
臺北市政府為了管制芝山岩周邊景觀，曾在2016年提出「芝山岩地區景觀管制計畫」，計畫限制周邊新建建築之樓高，引發地方民眾正反意見衝突。然而此景觀管制將分兩階段執行，第一階段將先對公有建物實施高度限制。

## 外部連結
- 台北市野鳥學會 （页面存档备份，存于）
- 全國第一座兼具文化與生態的自然公園，芝山文化生態綠園 （页面存档备份，存于）
- 芝山文化生態綠園 （页面存档备份，存于）
- 芝山文化生態綠園(芝山岩展示館)-臺北旅遊網
- 芝山文化生態綠園的Facebook專頁